# النظام الانتخابي في ألمانيا
ينظم نظام الانتخابات الاتحادي الألماني انتخاب أعضاء البرلمان الوطني، المسمى البوندستاغ. وفق الأسس التي تحكم قوانين الانتخابات المنصوص عليها في المادة 38 من القانون الأساسي الألماني، يجب أن تكون الانتخابات عالمية ومباشرة وحرة ومتساوية وسرية. علاوة على ذلك، ينص القانون الأساسي الألماني على أن تجري انتخابات البوندستاغ كل أربع سنوات وأنه يمكن للمرء أن يصوت وينتخب عند بلوغ سن 18. ينظم قانون الانتخابات الاتحادية جميع الشروط الأخرى للانتخابات الاتحادية. تجري الانتخابات دائما يوم الأحد. يمكن التصويت بالبريد عند تقديم الطلب.
ينتخب الألمان أعضاء البرلمان بأصواتين. التصويت الأول لمرشح مباشر، يجب أن يحصل على تصويت تعددي في دائرته الانتخابية. يتم استخدام التصويت الثاني لانتخاب قائمة حزبية في كل ولاية كما هو محدد من قبل التجمع الحزبي الخاص بها. يتألف البوندستاغ من مقاعد تمثل كل دائرة انتخابية، مع تخصيص باقي المقاعد للحفاظ على التناسب على أساس التصويت الثاني. الممارسة الشائعة هي أن المرشحين المباشرين يتم وضعهم أيضًا في القوائم الانتخابية في تصنيفات أعلى كنوع من التراجع إذا لم يفوزوا بدوائرهم.

## الأساس الدستوري

### المبادئ المنظمة لقانون الانتخابات
وفقا للمادة 38، الفقرة 1 من الدستور الألماني، «يتم انتخاب مندوبي البرلمان الألماني (Bundestag) [...] في تصويت عام ومباشر وحر ومتساوي وسري». هذه المبادئ الخمسة للاقتراع هي حقوق أساسية: يمكن رفع أي انتهاك للقانون إلى المحكمة الدستورية الاتحادية في ألمانيا في شكل شكوى دستورية.
تكون الانتخابات عامة، إذا كان بإمكان كل مواطن المشاركة فيها بشكل أساسي: لا توجد قيود مثل من حيث الدخل أو الجنس أو الصحة أو أي اختلافات تعسفية أخرى. ولكن وفقًا لاختصاص المحكمة الدستورية الفيدرالية، فإن تحديد الحد الأدنى لسن التصويت يتوافق مع عام الانتخاب.
كما أن الاستثناء من الحق النشط في التصويت - ضمن حدود ضيقة - يتوافق مع القانون الدستوري الأساسي. يحكم استبعاد الحق السلبي في التصويت لوائح أقل صرامة إلى حد ما. 

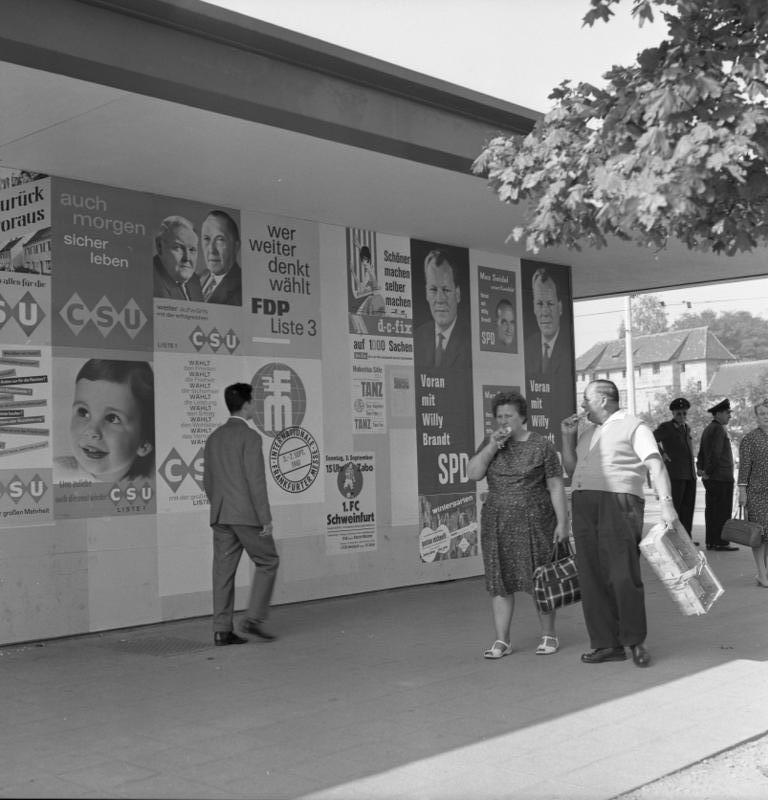
ملصقات إنتخابية في نورنبيرغ، الانتخابات الفيدرالية لعام 1961

حق التصويت محجوز من حيث المبدأ للمواطنين الألمان وما يسمى بـ «مكانة الألمان» الذين هم لاجئون وطردوا من أصل ألماني استقروا في ألمانيا. يتطلب إدخال حق التصويت للأجانب تعديل الفقرة 20 من الدستور.
تكون الانتخابات فورية إذا كان الناخبون سيحددون النتيجة مباشرة. ومع ذلك، فإن عملية الانتخابات على أساس القوائم التي جمعتها الأحزاب السياسية تتوافق مع مبدأ الانتخابات الفورية.
تعتبر الانتخابات مجانية إذا لم تفرض الحكومة قرار تصويت الشعب من حيث المحتوى. ووفقاً لسيادة المحكمة الدستورية الاتحادية للعدالة، لن يتضرر مبدأ الاقتراع الحر إذا تم إدخال التصويت الإجباري بموجب قانون الانتخابات الاتحادي. ومع ذلك، فإن الإعلان الانتخابي على حساب الحكومة لن يكون متوافقًا مع هذا المبدأ من قانون الانتخابات. ومع ذلك، يُسمح للحكومة الفيدرالية (المكونة من أحزاب سياسية مختلفة) بإجراء علاقات عامة إذا تم الحفاظ على حيادها بدقة.
تكون الانتخابات سرية إذا كان قرار الناخب غير معروف لأي شخص آخر. ينص قانون التصويت في البرلمان الألماني على أنه لا يُسمح لأي ناخب بإعلان قراره في مركز الاقتراع. يمثل التصويت البريدي مشكلة لأن سرية الاقتراع ليست مضمونة؛ لذلك يجب اعتبارها حالة استثنائية. وبما أن مبدأ الاقتراع العام الأكثر أهمية في الانتخابات كان سينتهك خلاف ذلك، فإن الأصوات البريدية مقبولة.
تعتبر الانتخابات متساوية من حيث المبدأ إذا كان لجميع الأصوات الانتخابية نفس الوزن. ليس هذا هو الحال على سبيل المثال إذا كانت الدوائر الانتخابية تختلف اختلافًا كبيرًا في الحجم أو إذا كانت الطريقة التي تخضع فيها هذه الدوائر للرقابة السياسية تتسبب في مزايا أو عيوب لمجموعات معينة من الناس (التلاعب).